# Eoetvoesiella
Eoetvoesiella es un género de bacterias gramnegativas de la familia Alcaligenaceae. Actualmente contiene una sola especie descrita: Eoetvoesiella caeni. Fue descrito inicialmente en el año 2014 como Eoetveesia y posteriormente modificado en el año 2023. Su nombre hace referencia al médico húngaro Loránd Eötvös. El nombre de la especie hace referencia a lodo. Es aerobia y móvil. Tiene un tamaño de 0,4-0,7 μm de ancho por 0,7-1,8 μm de largo. Catalasa y oxidasa positivas. Forma colonias circulares, elevadas y de color beige en agar TSA. Tiene un contenido de G+C de 59,7%. Se ha aislado de lodos activados en Hungría. 